# Marco Pinotti
Marco Pinotti (* 25. Februar 1976 in Osio Sotto) ist ein ehemaliger italienischer Radrennfahrer. Er wurde sechsmal italienischer Meister im Einzelzeitfahren (2005, 2007, 2008, 2009, 2010 und 2013). Nach Ende seiner Laufbahn als Aktiver wurde er Sportlicher Leiter.

## Radsportkarriere
Seinen ersten italienischen Meistertitel gewann er 1998 im Mannschaftszeitfahren. Marco Pinotti fuhr als Amateur insgesamt 28 Siege ein und bekam 1998 beim Team Polti als Stagiaire die Möglichkeit zum Sprung in den Profibereich. Daraufhin bekam er einen Profivertrag bei dem italienischen Radsportteam Lampre-Daikin. 1999 gewann er mit seinem Teamkollegen Raivis Belohvoščiks das Paarzeitfahren um den Grand Prix Europa, und ein Jahr später siegte er auf einer Etappe der Polen-Rundfahrt. Er nahm dreimal an der Tour de France teil, wobei sein bestes Ergebnis 2001 der 52. Platz in der Gesamtwertung war, bei der er auch einmal Etappenzweiter hinter Rik Verbrugghe wurde. Bei der Baskenland-Rundfahrt 2003 gewann er eine Etappe und sicherte sich den ersten Rang in der Bergwertung. Ab 2005 fuhr er für das spanische ProTeam Saunier Duval-Prodir. Er siegte noch im selben Jahr erstmals bei den italienischen Meisterschaften im Einzelzeitfahren.
Zur Saison 2007 wechselte er zum deutschen T-Mobile Team. Für diese Mannschaft gelangen ihm Etappensiege beim Giro d’Italia 2008, bei der Baskenland-Rundfahrt 2009 und bei der Tour de Romandie 2010. 2012 wechselte er zum BMC Racing Team und gewann das abschließende Zeitfahren des Giro d’Italia 2012. In dieser Disziplin startete er auch bei den Olympischen Spielen in London und belegte Platz fünf.
Nach dem Ende der Saison 2013, die für ihn mit einem schweren Sturz bei der Tour Méditerranéen begonnen hatte, beendete Pinotti seine aktive Radsportlaufbahn als Radrennfahrer und wurde einer Sportlichern Leiter des BMC Racing Teams. Nach Auflösung dieser Mannschaft wechselte er zur Saison 2021 in dieser Funktion zum Team BikeExchange.

## Persönliches
Pinotti hat einen Universitätsabschluss (Master) als Ingenieur, den er 2000 nach fünfjährigem Studium an der Universität Bergamo erwarb.

## Erfolge
1999
- GP Europa (mit Raivis Belohvoščiks)

2000
- eine Etappe Polen-Rundfahrt

2003
- eine Etappe Baskenland-Rundfahrt

2005
- Italienischer Meister – Einzelzeitfahren

2007
- Italienischer Meister – Einzelzeitfahren

2008
- eine Etappe Giro d’Italia
- Italienischer Meister – Einzelzeitfahren
- Gesamtwertung Tour of Ireland

2009
- eine Etappe Baskenland-Rundfahrt
- Mannschaftszeitfahren Tour de Romandie
- Mannschaftszeitfahren Giro d’Italia
- Italienischer Meister – Einzelzeitfahren

2010
- eine Etappe Tour de Romandie
- Italienischer Meister – Einzelzeitfahren

2011
- Mannschaftszeitfahren Giro d’Italia

2012
- Mannschaftszeitfahren Giro del Trentino
- eine Etappe Giro d’Italia
- eine Etappe Österreich-Rundfahrt
- Weltmeisterschaft – Mannschaftszeitfahren

2013
- Italienischer Meister – Einzelzeitfahren

## Grand Tour-Platzierungen
| Grand Tour            | 1999 | 2000 | 2001 | 2002 | 2003 | 2004 | 2005 | 2006 | 2007 | 2008 | 2009 | 2010 | 2011 | 2012 | 2013 |
| --------------------- | ---- | ---- | ---- | ---- | ---- | ---- | ---- | ---- | ---- | ---- | ---- | ---- | ---- | ---- | ---- |
| Giro d’ItaliaGiro     | –    | –    | –    | –    | –    | –    | 48   | 60   | 18   | 65   | 40   | 9    | DNF  | 41   | –    |
| Tour de FranceTour    | 113  | –    | 52   | DNF  | –    | –    | –    | –    | –    | –    | –    | –    | –    | –    | –    |
| Vuelta a EspañaVuelta | –    | –    | DNF  | –    | –    | –    | –    | –    | –    | –    | –    | –    | –    | –    | DNF  |